# Huamuxtitlán
Huamuxtitlán är en ort i Mexiko.   Den ligger i kommunen Huamuxtitlán och delstaten Guerrero, i den sydöstra delen av landet, 190 km söder om huvudstaden Mexico City. Huamuxtitlán ligger 893 meter över havet och antalet invånare är 5 921.
Terrängen runt Huamuxtitlán är huvudsakligen lite bergig. Huamuxtitlán ligger nere i en dal som går i nord-sydlig riktning. Runt Huamuxtitlán är det ganska tätbefolkat, med 65 invånare per kvadratkilometer. Huamuxtitlán är det största samhället i trakten. Omgivningarna runt Huamuxtitlán är en mosaik av jordbruksmark och naturlig växtlighet.